# Karakas pasa tornya
Karakas pasa tornya a török hódoltság idején emelt bástyaszerű épület a Budai Várnegyedben. Az épület a történelem során több átépítésen is átesett, jelenleg egy felújított, korábban sosem létezett állapotában áll.

## Története
A török hódoltság idején kialakult budai vilajet 46. pasája, Karakas Mehmed (vagy Muhammed) nevéhez köthető épület  építésének pontos ideje nem ismert, becslések szerint Mehmed második budai pasasága idején, 1618 és 1621 között készülhetett. Mivel itt korábban is állt valamilyen torony vagy bástya az akkori várfal részeként, a Karakas-torony ennek alapjára épült fel. A kőből emelt, 12 szögletű torony ugyanúgy védelmi célokat szolgált, mint elődje, lőréssekkel látták el, és ágyúk elhelyezésére is alkalmas volt. A kétszintes torony alsó szintjén helyezték el az ágyúkat, a felső, vékonyabb falú szinten pedig az egykori egyiptomi őrség állásai voltak. 1684-ben Lotharingiai Károly hadereje, a Szent Liga próbálta meg innen megszállni a várat, a torony aláaknázásával utat nyitva a behatoláshoz. Az épület és környéke megsérült ugyan a robbantásokban, de a várat ekkor még nem sikerült elfoglalniuk. 1686-ban Buda visszafoglalása során a harcok máshova koncentrálódtak, így a torony gyakorlatilag sértetlenül vészelte át a harcokat.
A torony ezután egészen a 19. századig változatlanul állt, amíg Ybl Miklós, majd Hauszmann Alajos tervei szerint meg nem kezdték a vár jelentős átépítését Budavári Palotává. A tervek szerint egy széles felvezetőutat építettek a kibővített palotaépülethez, ennek útjában volt a torony, ezért azt visszabontották az út alapjáig. Szóba került, hogy megtartsák amolyan kaputoronynak, de ezt végül elvetették és a torony elbontásáról döntöttek, ezért a torony gyakorlatilag eltűnt a szem elől, a helyén egy hosszú támfal épült.
A második világháború idején megrongálódott a várnegyed több építménye, így az út támfala is, ezért felmerült a torony visszaépítésének lehetősége. Dacára, hogy több várbeli épületet a háborús sérüléseikre hivatkozva elbontottak, a torony a megmaradt korábbi út alatti alapjának megkeresése után 1960-ra már vissza is épült, de némileg történelmietlen formában új ablakokkal és tető nélkül, a korábbi út támfala, az „Ybl-támfal” a palotától így már csak a toronyig volt meg. A torony azonban nem kapott igazi funkciót a következő évtizedekben, ezért megindult az állagromlása. 1997-ben építettek rá egy új tetőt és némileg modernizálták, de ez csak rontott a történelmi megjelenésén.
A 2020-as években a Nemzeti Hauszmann Program keretében történt várnegyedi felújítások során számos korábbi és új épület is felépült, főleg turisztikai céllal, ennek részeként alakították ki a torony új formáját, ami elsősorban vendéglatói funkciót tölt be, ez 2023 júliusában nyílt meg a nagyközönség előtt. A toronyban kávézó létesült, míg a torony mellett egy teljesen új terasz jellegű kertet alakítottak ki „Török kert” néven, a torony és környezete ezzel egy teljesen új, némileg anakronisztikus környezetet vett fel, ami így inkább egy „török kori díszlet” benyomását keltheti. A torony felújítása nettó 435 millió forintba került a WHB és a Laki Épületszobrász Zrt. párosának közerműködésével.